# Stoneton
Stoneton – osada i civil parish w Anglii, w Warwickshire, w dystrykcie Stratford-on-Avon. W 2001 civil parish liczyła 6 mieszkańców. Stoneton zostało wspomniane w Domesday Book (1086) jako Stantone.